# John Thomson (calciatore)
John Thomson (Kirkcaldy, 28 gennaio 1909 – Glasgow, 5 settembre 1931) è stato un calciatore scozzese, di ruolo portiere.

## Biografia
Crebbe a Cardenden, villaggio di minatori nel Fife a 90 chilometri da Glasgow, e studiò alla Denend Primary School e all'Auchterderran Higher Grade School. Con la squadra di calcio dell'Auchterderran vinse la Lochgelly Times Cup, un trofeo locale, ed entrò adolescente a far parte dei titolari della formazione dilettantistica del Bing Boys.
A quattordici anni seguì il padre John in miniera, dove lavorò alle carrucole, proseguendo parallelamente l'attività sui campi da gioco. Il suo talento gli permise il salto di qualità: a diciotto anni divenne titolare del Celtic di Glasgow, una delle squadre più blasonate di Scozia. Pochi anni dopo debuttò in Nazionale.
Trovò la morte a soli ventidue anni, nel 1931, in seguito ad uno scontro di gioco con l'attaccante dei Rangers Sam English; in quel periodo si era fidanzato con Margaret Finlay (1912-1980), figlia di un imprenditore, e stava progettando di aprire una sartoria a Glasgow. Era soprannominato il principe dei portieri.

## Caratteristiche tecniche
Di fisico minuto, Thomson era alto 5,9 piedi (circa un metro e 75 centimetri) ed era dotato di mani e braccia forti. La sua agilità e la sua grazia furono lodate dal presidente del Celtic Desmond White («aveva l'abilità di librarsi nell'aria con l'abilità e l'agilità di un ballerino») e dall'allenatore Willie Maley.

## Carriera

### Club

#### Wellesley Juniors
Ancora adolescente entrò dapprima nel Bowhill Rovers e poi nel Wellesley Juniors.
Il 20 ottobre 1926, dopo una partita giocata dal Wellesley contro il Denbeath Star, il portiere fu avvicinato dal manager del Celtic Steve Callaghan, inviato dall'allenatore Willie Maley, e venne ingaggiato dal club di Glasgow per 10 sterline. Contraria al trasferimento era la madre Jean, che riteneva il calcio uno sport pericoloso.

#### Celtic

##### L'ascesa
Le non impeccabili prestazioni del portiere titolare Peter Shevlin spinsero Maley, nel febbraio del 1927, a dare una possibilità al giovane Thomson, che debuttò dunque contro il Dundee e convinse l'allenatore. Alla sua prima stagione nel Celtic, vinse così la Coppa di Scozia, e l'anno successivo raggiunse la popolarità grazie alla sua prestazione ad Ibrox Park, nel derby contro il Rangers che gli garantì le lodi della critica.
Il 5 febbraio 1930, in una gara contro l'Airdrieonians, Thomson subì un grave infortunio, fratturandosi la mandibola e alcune costole, e perdendo due denti nel tentativo di effettuare una parata. Ciò nonostante, si riprese velocemente, ignorò le preghiere della madre che gli chiedeva di abbandonare il calcio, e continuò la sua ascesa, debuttando in Nazionale e vincendo, nel 1931, una seconda Coppa di Scozia. Nell'estate successiva il Celtic intraprese una tournée negli Stati Uniti, e Thomson si mostrò tra i giocatori più in forma; secondo un sondaggio dell'epoca, il portiere risultava essere il giocatore più amato dai tifosi biancoverdi, avendo ricevuto più consensi anche del popolarissimo centravanti Jimmy McGrory; indiscrezioni parlavano di un interessamento dell'Arsenal per il portiere.

##### Il fatale scontro di gioco

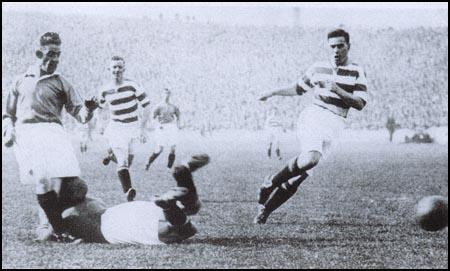
Lo scontro di gioco tra John Thomson e attaccante dei Rangers Sam English a Glasgow il 5 settembre 1931 (Spartacus Educational)

La stagione 1931-1932 iniziò in modo brillante per il Celtic, che vinse cinque delle prime sei partite, e sabato 5 settembre ad Ibrox Park, di fronte a 80 000 spettatori andò in scena l'Old Firm, in un clima di grande tensione e di duro agonismo. Poco dopo l'inizio della ripresa, l'attaccante del Rangers Sam English si lanciò verso la porta avversaria; Thomson uscì con irruenza e si lanciò sulla palla, ricevendo una violenta ginocchiata in testa che gli fratturò il cranio, rompendogli un'arteria a livello della tempia destra.
Thomson ricevette i primi soccorsi direttamente in campo dai medici della St Andrew's Ambulance Association e fu portato via in barella, sanguinante. Dagli spalti, gli spettatori credettero a un infortunio breve entità, e secondo The Scotsman fu visto «alzarsi dalla barella e voltarsi verso il punto del campo in cui era accaduto il fatto»; le fonti parlano di mormorii interrogativi e di urla di donna, poi attribuiti alla fidanzata Margaret. Alcuni tifosi del Rangers esultarono per l'infortunio occorso ad un avversario, e furono invitati a fermarsi dal capitano biancoblù David Meiklejohn. Un giocatore dei Gers, che studiava medicina, disse di aver compreso immediatamente, alla vista del portiere, che avrebbe avuto poche possibilità di sopravvivere. La partita continuò con il centrocampista Geatons tra i pali per il Celtic, e terminò 0-0.
Thomson fu portato all'Ospedale Victoria di Glasgow, dove gli fu diagnosticata una rientranza nella parte destra del cranio profonda 5 centimetri; alle 17 ebbe una crisi convulsiva e fu condotto in sala operatoria per tentare di ridurre l'emorragia cerebrale. L'operazione non ebbe successo, e Thomson fu dichiarato morto alle 21:25.

### Nazionale
Thomson aveva debuttato con la maglia della Nazionale il 18 maggio 1930, a Parigi, nella gara amichevole vinta dalla Scozia sulla Francia (2-0); disputò poi le tre gare del Torneo Interbritannico 1931.

## Dopo la morte

### Funerale
Il 7 settembre si tenne un'omelia funebre nella Chiesa della Trinità di Glasgow; l'orazione fu letta dal capitano del Rangers. Circa 30 000 persone, molte delle quali giunte a piedi da Glasgow, parteciparono al suo funerale a Cardenden, mercoledì 9 settembre.
Il 12 settembre, prima della gara di campionato del Celtic, gli furono dedicati un lamento funebre con cornamuse, l'inno Lead, Kindly Light di John Henry Newman e due minuti di silenzio.

### Omaggi e reazioni
La morte di Thomson suscitò grande commozione. Sam English fu profondamente traumatizzato dall'incidente; accusato di malevolenza per non aver scavalcato il portiere, fu poi scagionato da un'inchiesta che derubricò il tutto a incidente, tesi supportata anche dalla famiglia della vittima e dai giocatori presenti sul campo. Continuò a giocare per alcuni anni, scegliendo di trasferirsi in Inghilterra a causa dell'ostilità che gli mostravano molti tifosi per l'episodio; nel 1938, al termine della sua carriera, confidò di non aver mai più provato gioia nel giocare.
Scrisse di Thomson il suo allenatore:
Ma, purtroppo, la sua carriera doveva finire presto. Nel settembre 1931, giocando contro il Rangers ad Ibrox Park, ebbe un incidente che gli fu fatale. Eppure poté giocare abbastanza da guadagnarsi i più alti onori che il calcio può dare. Un ragazzo amabile, modesto e senza pretese, popolare ovunque andasse.
Il suo talento di portiere lo mostrò superbamente in campo. Mai ci fu portiere capace di raccogliere i lanci più violenti con tanta grazia e facilità. In tutto ciò che faceva c'erano un equilibrio e una bellezza dei movimenti da guardare con meraviglia. Tra i Celt scomparsi, egli occupa un posto speciale.»
(Willie Maley)
Lo ricordava così il giornalista sportivo John Arlott:
(John Arlott)

### Tributi
Per iniziativa della sua prima squadra, il Bing Boys, fu istituito un comitato locale, che ha favorito l'edificazione di un monumento funebre per John Thomson e l'istituzione di un trofeo giovanile che porta il suo nome.
Negli anni Thomson è stato ricordato attraverso cerimonie e canzoni dai tifosi del Celtic.
Nel 2008, dopo una petizione lanciata dallo scrittore Tom Greig, la Scottish Football Association inserì Thomson nella Hall of Fame del calcio scozzese.
Nel 2011 e nel 2021, rispettivamente a 80 e 90 anni dalla sua tragica morte, alcune fondazioni legate direttamente al Celtic e alla famiglia di Thomson hanno organizzato dei pellegrinaggi in sua memoria, ripercorrendo lo stesso tragitto che molte persone avevano completato a piedi in occasione del funerale del portiere.

## Palmarès

### Club

#### Competizioni nazionali
- Coppa di Scozia: 2

Celtic: 1927, 1931

#### Competizioni internazionali
- Torneo Interbritannico: 1

Scozia: 1931